# 4593 Reipurth
A 4593 Reipurth (ideiglenes jelöléssel 1980 FV1) a Naprendszer kisbolygóövében található aszteroida. Claes-Ingvar Lagerkvist fedezte fel 1980. március 16-án.